# Robinsonella chiangii
Robinsonella chiangii är en malvaväxtart som beskrevs av P.A. Fryxell. Robinsonella chiangii ingår i släktet Robinsonella och familjen malvaväxter. Inga underarter finns listade i Catalogue of Life.